# San Marzano sul Sarno
San Marzano sul Sarno község (comune) Olaszország Campania régiójában, Salerno megyében.

## Fekvése
A megye északnyugati részén fekszik, a Sarno partján. Határai: Angri, Pagani, San Valentino Torio, Sant’Egidio del Monte Albino és Scafati.

## Története
Alapítására vonatkozóan nincsenek pontos adatok. Első említése a 14. századból származik. A következő századokban nemesi birtok volt. A 19. században nyerte el önállóságát, amikor a Nápolyi Királyságban felszámolták a feudalizmust.

## Népessége
A népesség számának alakulása:

## Főbb látnivalói
- San Marzano-templom
- San Biagio-templom